# Autoba sphragidota
Autoba sphragidota là một loài bướm đêm trong họ Erebidae.